# Comuna Maksîm, Kozeleț
Maksîm (în ucraineană Максим) este o comună în raionul Kozeleț, regiunea Cernihiv, Ucraina, formată din satele Lebedivka, Maksîm (reședința) și Sokolivka.

## Demografie
Componența lingvistică a comunei Maksîm
     Ucraineană (99,28%)
     Alte limbi (0,3%)
Conform recensământului din 2001, majoritatea populației comunei Maksîm era vorbitoare de ucraineană (99,28%), existând în minoritate și vorbitori de alte limbi.